# Рональд Пфумбідзай
Рональд Пфумбідзай (англ. Ronald Pfumbidzai, нар. 25 грудня 1994, Хараре) — зімбабвійський футболіст, захисник південнофриканського клубу «Блумфонтейн Селтік» і національної збірної Зімбабве.

## Клубна кар'єра
У дорослому футболі дебютував 2012 році виступами за команду «Гайлендерс». 
Згодом футболіст перейшов до «КАПС Юнайтед». У 2015 році був запрошений до данського футбольного клубу «Гобро». Протягом сезону він не зміг пробитися до основного складу, що стало причиною його повернення на батьківщину, до попереднього клубу.
У серпні 2017 року приєднався до південнофриканського «Блумфонтейн Селтік».

## Виступи за збірну
2014 року дебютував в офіційних матчах у складі національної збірної Зімбабве.
У складі збірної був учасником Кубка африканських націй 2019 року в Єгипті, де взяв участь в одній грі групового етапу.